# توسک علیا
توسک علیا، روستایی از توابع بخش مرکزی شهرستان ملایر در استان همدان ایران است. و به گویش لری ملایری صحبت می کنند این روستا در جوار روستای توسک سفلی واقع شده است که به هر دوروستا توسکین یا توسک بالا و پایین هم گفته میشود...عمده فعالیت مردم این روستا کشاورزی و دامداری می باشد که باغات انگور هر دو روستا علیا وسفلی از کیفیت و مرغوبیت بالایی برخوردار است...دارای مردمی خونگرم و مهمان نواز میباشد. این روستا  دارای نام های خانوادگی یارمحمدی توسکی و فرهاد توسکی و تاتیکی و تویسرکانی و سالوکی و رستمی و رضایی منش و هروی زاده  می باشد.

## جمعیت
این روستا در دهستان جوزان قرار دارد و براساس سرشماری مرکز آمار ایران در سال ۱۳۹۵، جمعیت آن ۵۳۸ نفر (۱۵۷خانوار) بوده‌است.